# Gastroenterologia Kliniczna - Postępy i Standardy
Gastroenterologia Kliniczna - Postępy i Standardy – przeznaczony dla gastroenterologów kwartalnik wydawany przez Wydawnictwo Via Medica. Redaktorem naczelnym jest prof. Jarosław Reguła.
W skład rady naukowej wchodzą samodzielni pracownicy naukowi z tytułem profesora lub doktora habilitowanego z Polski. Artykuły ukazują się w języku polskim (drukowane są także abstrakty w języku angielskim). 